# Marcos Jiménez
Marcos Jiménez González (Madrid, 14 de agosto de 1976) es un entrenador de fútbol español que actualmente es segundo entrenador del Real Madrid Castilla Club de Futbol de la Primera Federación.

## Trayectoria
Comenzó su carrera siendo seleccionador de las categorías base de fútbol de Madrid y entrenador del CF Trival Valderas desde la temporada 2006-07, en Primera Regional, hasta llegar a subirlo a Segunda División B al término de la temporada 2013-2014. 
En la temporada 2014-15 debutaba en la Segunda División B, pero no pudo evitar su descenso de su equipo a la Tercera División, abandonando el cargo de entrenador tras 9 temporadas.
En verano de 2018, firma por el Internacional de Madrid al que dirige durante dos temporadas, en el grupo I de Segunda División B. En la temporada 2018-19, salvaba al equipo dejándolo a diez puntos del descenso. En la temporada 2019-20 dejaba al equipo octavo clasificado, en puestos de Copa del Rey. Todo ello con la fase regular terminada por la crisis del coronavirus.
El 23 de mayo de 2020, se convierte en entrenador de la Unión Deportiva San Sebastián de los Reyes de la Segunda División B, para dirigirlo durante la temporada 2020-21. El 2 de mayo de 2021, logra clasificarlo para la fase de ascenso a la Segunda División, tras asegurar la segunda posición de su grupo.
En julio de 2022, firma como segundo entrenador del Real Madrid Castilla Club de Futbol de la Primera Federación, siendo asistente de Raúl González Blanco.

## Clubes

### Como entrenador
| Club                                                | País   | Año             |
| --------------------------------------------------- | ------ | --------------- |
| CF Trival Valderas                                  | España | 2006-2015       |
| DUX Internacional de Madrid                         | España | 2018-2020       |
| Unión Deportiva San Sebastián de los Reyes          | España | 2020-2022       |
| Real Madrid Castilla Club de Futbol (2º entrenador) | España | 2022-Actualidad |